# The Godz (Psychedelic-Rock-Band)
The Godz waren eine US-amerikanische psychedelische Rockband aus New York City. Ihr Alleinstellungsmerkmal war ihr zur Schau gestellter Dilettantismus. Laut Allmusic erzeugten sie „einigen des seltsamsten, unstimmigsten, absichtlich stümperhaften Rocklärms, der je produziert wurde“ (some of the strangest, most dissonant, purposely incompetent rock noise ever produced).

## Bandgeschichte
Jim McCarthy (Gesang, Gitarre, Flöte, Mundharmonika), Paul Thornton (Gesang, Gitarre, Schlagzeug, Maracas) und Larry Kessler (Gesang, Geige, Bassgitarre) arbeiteten in einem New Yorker Plattenladen. McCarthy und Thornton spielten in der Band „The Dick Watson Five“, die das Album Baker Street veröffentlicht hatte. Kessler hatte 1961 die Single Wonderful Days aufgenommen und arbeitete auch als Verkäufer für Bernard Stollmans ESP-Disk-Label.
Nachdem sie ein Konzert der Fugs gesehen hatten, beschlossen sie, eine eigene Band zu gründen. Kessler überredete Jay Dillon (Gesang, Autoharp), den Artdirector von ESP-Disk, bei dem Projekt mitzumachen. Sie nannten sich „The Godz“, und Stollman gab ihnen im September 1966 zwei Stunden Studiozeit, um eine Single aufzunehmen. Am Ende hatten sie sechs Stunden im Studio verbracht und Material für ein ganzes Album eingespielt, das schließlich als Contact High auf den Markt kam.
Nach dem zweiten Album Godz 2 verließ Dillon die Band. Das verbleibende Trio nahm The Third Testament auf. Danach gingen die Musiker getrennte Wege. Als jedoch Lester Bangs 1971 eine positive Kritik der Godz im Musikmagazin Creem veröffentlichte, kam es zur Wiedervereinigung und zu weiteren Alben.

## Diskografie
- 1966: Contact High wit da Godz (ESP-Disk 1037)
- 1967: Godz 2 (ESP-Disk 1047)
- 1968: The Third Testament (ESP-Disk 1077)
- 1973: Godzundheit (ESP-Disk 2017)
- 2012: Remastered (compilation, Manta Ray Records QS938)
- 2014: Gift from the Godz (Manta Ray Records)